# Широкороты
Широкороты (лат. Eurystomus) — род птиц семейства сизоворонковых (Coraciidae).
Основным ареалом является Африка, Азия и Австралия. На территории России, в Приморье и Южном Приамурье, встречается восточный широкорот.
Некоторые виды обитают в умеренно-тёплых или субтропических регионах Евразии и Австралии. У широкоротов пёстро окрашенное оперение, которое у самцов немного ярче, чем у самок. Крупная голова и длинные крылья. Длинный и сильный клюв выгнут вниз. Широкороты питаются насекомыми и высматривают свою добычу с возвышенного места, ловят на лету. В брачный период самцы демонстрируют в воздухе акробатические трюки, сопровождаемые громкими звуками.

## Виды
Род включает 4 вида:
- Eurystomus glaucurus — африканский широкорот
- Eurystomus gularis — синегорлый широкорот
- Eurystomus orientalis — восточный широкорот
- Eurystomus azureus.